# Coroa circular

Na geometria, coroa circular (ou anel ou ânulo) é uma região limitada por dois círculos concêntricos. Se denotarmos por R o raio da circunferência externa e por r o raio da circunferência interna. A área da coroa é dada pela diferença entre a área do círculo externo e a área do círculo interno:
{\displaystyle A=\pi \left(R^{2}-r^{2}\right)\,}
Interessante observar que podemos reescrever esta expressão usando produtos notáveis como por exemplo:
{\displaystyle A=\pi \left(R+r\right)\left(R-r\right)=2\pi {\frac {R+r}{2}}\left(R-r\right)\,}
Ou seja, a área da coroa é exactamente igual à área do retângulo que possui como lados a média do *perímetro* {\displaystyle 2\pi \left({\frac {R+r}{2}}\right)\,} da coroa e a "largura" da mesma {\displaystyle \left(R-r\right)\,}